# 私立广东光华医学院
私立广东光华医学院，1908年（清光绪34年）于广州成立，为中国首间完全由中国人自办的西医学校。1954年，该校并入华南医学院。由于华南医学院的后继者中山医科大学于2001年与中山大学合并，该校为中山大学医学学科的源头之一。

## 历史
1907年（清光绪33年），往省港之佛山轮船上发生中国人死亡的命案。中国籍西医医生在尸检后，认为死者是受到“摩啰叉”（印度警察）踢伤而死，但是该结论未被英国领事采纳。对此，梁培基、郑豪、伍汉持等医学家主张，要挽回医权，必须创立完全由中国人自办的医学校为新医栽育人才。因此，梁等人在一德路天成街（今红书路）刘子威牙医馆召开会议，即席决定成立光华医社。
1908年（清光绪34年），光华医社正式成立了一间四年制的医学校，并定名为广东光华医学专门学校，以示“光耀中华”、发扬华人自立之精神，并于3月1日开课。1908年7月23日，两广总督部堂对该校批准立案。
1921年（民国10年），更名为广东光华医学大学，并将学制四年改为五年。同时，附设高级护士学校，学制三年。
1929年（民国18年），更名为私立广东光华医学院，教育部10014号指令对该校正式核准立案，为一所大学制医学院。为符合教育部规定的大学医学院编制，该校将学制改为六年，且授予医学士学位。
1938年（民国27年），日军占领广州后，该校在香港设临时授课处，直至1941年12月日军攻占香港为止。之后，该校学生前往非沦陷区之医校借读。1946年（民国35年），该校在广州复校。
1954年，该校并入华南医学院。由于华南医学院的后继者中山医科大学于2001年与中山大学合并，该校为中山大学医学学科的源头之一。

## 毕业生
私立广东光华医学院共有38届毕业学生，共658人，被称为当时“华南地区医学院栽育医疗卫生人材之冠”。

## 历任校长
- 1908年-1929年：郑豪
- 1929年-1933年：左达明
- 1933年-1942年：陈衍芬
- 1946年-1954年：张勇斌

## 纪念
1996年12月，中山医科大学为纪念其源流高校之一的私立广东光华医学院，将其新建的口腔医院命名为中山医科大学附属光华口腔医院。
2001年10月，中山医科大学与中山大学合并后，中山大学将“光华”之名由附属口腔医院转至口腔医学院，因此原中山医科大学口腔医学院更名为中山大学光华口腔医学院，原中山医科大学附属光华口腔医院更名为中山大学附属口腔医院。